# Swjatlana Paramyhina
Swetlana Wjatscheslawowna Paramygina (russisch Светлана Вячеславовна Парамыгина; * 5. April 1965 in Swerdlowsk) ist eine ehemalige belarussische Biathletin.
Ihre internationale Karriere im Biathlon begann 1983. In der Saison 1993/94 wurde sie Gesamtsiegerin im Biathlon-Weltcup, ein Jahr später wurde sie nochmals Zweite im Gesamtweltcup. Bei den Olympischen Winterspielen 1994 in Lillehammer konnte sie im Sprint die Silbermedaille erringen.
Nach der Saison 2000/2001 trat sie vom aktiven Sport zurück.